# Liste des volcans du Panama
Les volcans de Panama font partie de l'arc volcanique d'Amérique centrale qui constitue lui-même un maillon de la ceinture de feu du Pacifique. Ils sont nés de la subduction de la plaque de Cocos sous la plaque caraïbe.

## Liste
Liste des volcans actifs et éteints du Panama.
| Nom                          | Numéro   | Altitude | Localisation                | Type            | Dernière éruption ou période d'activité |
| ---------------------------- | -------- | -------- | --------------------------- | --------------- | --------------------------------------- |
| Barú                         | 1406-01- | 3 474 m  | 8° 48′ 28″ N, 82° 32′ 34″ O | Stratovolcan    | 1550                                    |
| La Yeguada ou Chitra-Calobre | 1406-02- | 1 297 m  | 8° 28′ 00″ N, 80° 49′ 00″ O | Volcan complexe | 1620                                    |
| El Valle                     | 1406-03- | 1 185 m  | 8° 35′ 00″ N, 80° 10′ 00″ O | Stratovolcan    | Holocène                                |

## Référence
- (en) Cet article est partiellement ou en totalité issu de l’article de Wikipédia en anglais intitulé « List of volcanoes in Panama » (voir la liste des auteurs).